# Gauḍapāda

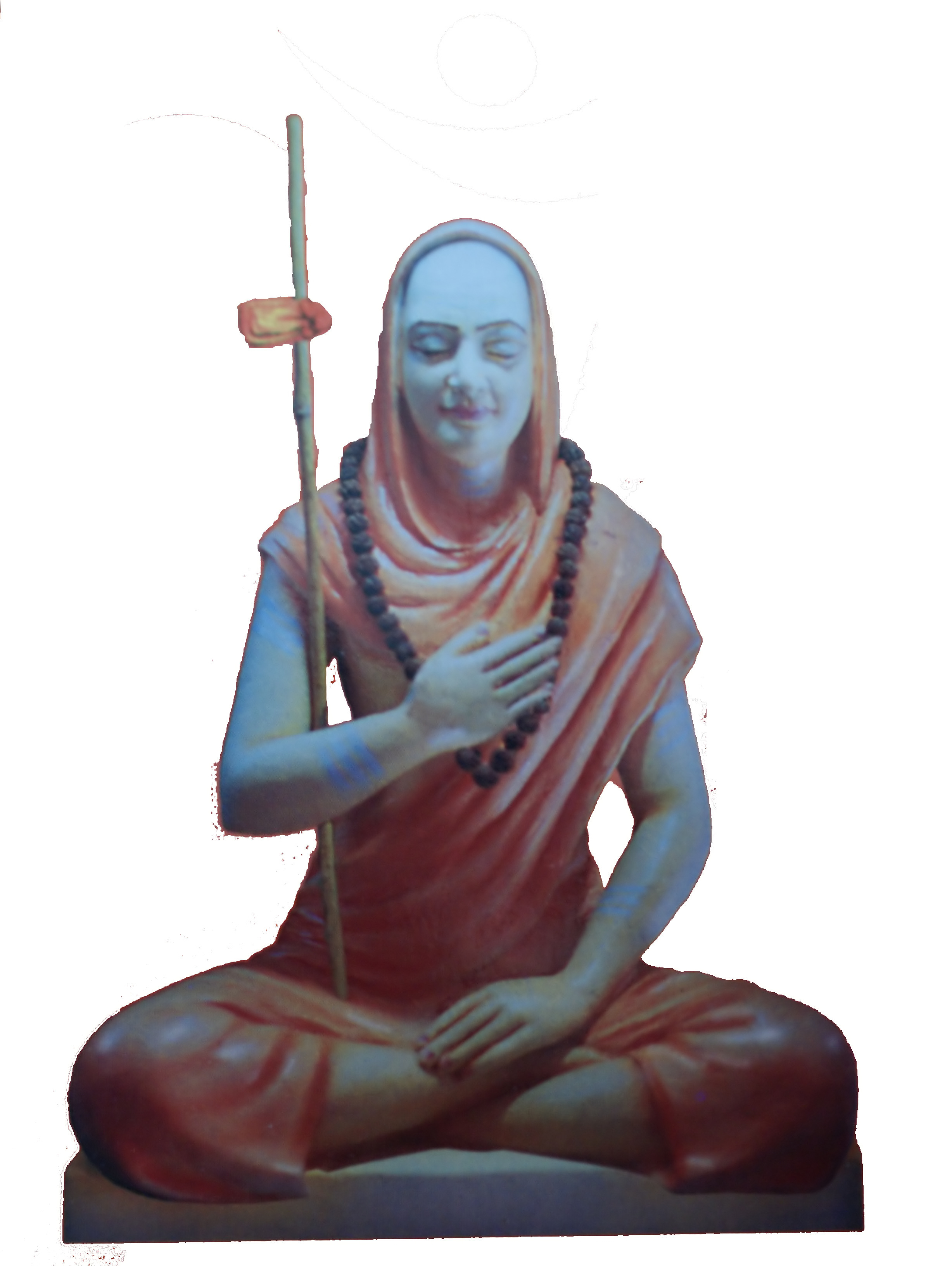
Scultura devozionale moderna di Gauḍapāda

ghanaprajñaḥ tathā prājña eka eva tridhā smṛtaḥ»
(Gauḍapādīyakārikā (Āgamaśāstra), I,1; traduzione di Icilio Vecchiotti, p. 91)
Gauḍapāda (VI sec. ?) è stato un teologo e filosofo indiano, originario forse del Bengala, noto per essere stato il primo autore conosciuto dell'Advaita Vedānta (anche detto kevalādvaita), oltre che a risultare uno dei primi pensatori del Vedānta; tradizionalmente considerato il maestro di Govindanātha (anche Govindapāda), a sua volta maestro di Śaṅkara, il quale espressamente lo cita nel suo Brahmasūtrabhāṣya (cfr. I,4,14 e II, 1, 9).
L'opera a lui attribuita, la Gauḍapādīyakārikā (nota anche come Gauḍapādakārikā, Māṇdūkyakārikā e Āgamaśāstra), si compone di 215 versi suddivisi in quattro libri: Āgama-prakaraṇa (29 versi), Vaitathya-prakaraṇa (38 versi), Advaita-prakaraṇa (48 versi) e Alātaśanti-prakaraṇa (100 versi).
Questa opera è, quantomeno nel primo libro che lo compone, un commentario in forma metrica alla Māṇdūkya Upaniṣad e, nel suo complesso, il primo trattato inerente al "non-dualismo assoluto" (kevalādvaita).
Quello che sappiamo della vita di Gauḍapāda riguarda esclusivamente congetture inerenti al suo nome, il quale suggerisce, come luogo di provenienza, il nord del Bengala.

## Biografia
Non si dispone di informazioni certe sulla vita di Gauḍapāda. Quel poco che può dirsi in merito è desumibile da fonti che restituiscono non già una biografia, ma una agiografia di tale maestro (ācārya). Per esempio, Ānandagiri, nella sua glossa al Māṇḍukyakārikābhāṣya, sostiene che Gauḍapāda passasse il suo tempo a fare penitenza al Badarikāśrama - santa residenza di Nara-Nārāyaṇa - e che, proprio mentre era in meditazione profonda, il compiaciuto Signore Nārāyaṇa rivelò a lui la dottrina advaita.
Del pari complicato è inquadrare cronologicamente l'esistenza di Gauḍapāda. Poiché questi è salutato da Śaṅkara come suo paramaguru, seguendo la visione tradizionale si dovrebbe collocarlo nell'VIII sec., ma, sulla base di quelle che sembrano citazioni dalla Māṇḍukyakārikā da parte del buddhista Bhāviveka, si è indotti a retrodatare la vita di Gauḍapāda al VI sec.
Oltre alla Māṇḍukyakārikā, a Gauḍapāda sono attribuite diverse altre opere, tra cui un commento (bhāṣya) alle Sāṁkhyakārikā di Īśvarakṛṣṇa e un commento (vṛtti) all’Uttaragītā, nonché testi di natura tantrica, intitolati Subhagodayastuti e Śrīvidyāraṇayasūtra. Ma che questi scritti siano stati composti dallo stesso autore della Māṇḍukyakārikā è dubbio e, allo stato attuale delle conoscenze, non può essere dimostrato in maniera conclusiva. Del resto, generalmente per l'esposizione del pensiero di Gauḍapāda si fa riferimento esclusivamente alla Māṇḍukyakārikā, l'unica opera di attribuzione certa, sebbene la figura del suo autore sia difficile anche solo da tratteggiare dal punto di vista storico.
L'esistenza di Gauḍapāda come singolo maestro è stata perfino messa in forse dall'indologo tedesco Max Walleser, secondo cui la Gauḍapādakārikā non avrebbe un autore individuale, ma rappresenterebbe la visione della scuola advaita, prevalente nell'odierno Bengala del nord nel secolo precedente a Śaṅkara, la quale per la prima volta avrebbe posto le dottrine delle Upaniṣad nella forma sistematica di un trattato filosofico-religioso autorevole (śāstra). Il titolo di Gauḍapādakārikā, pertanto, non avrebbe il senso di "strofe di Gauḍapāda", bensì quello di "strofe della scuola Gauḍa", e sarebbe da intendere quale manuale anonimo di una scuola advaita. Ma questa prospettiva storico-critica non è condivisa dal Mahadevan, per il quale il Walleser non avrebbe addotto alcuna evidenza probante atta a screditare la visione tradizionale che prende per buona l'effettiva esistenza, prima di Śaṅkara, di un maestro di nome Gauḍapāda, autore della Gauḍapādakārikā.